# Vegetação da Alemanha

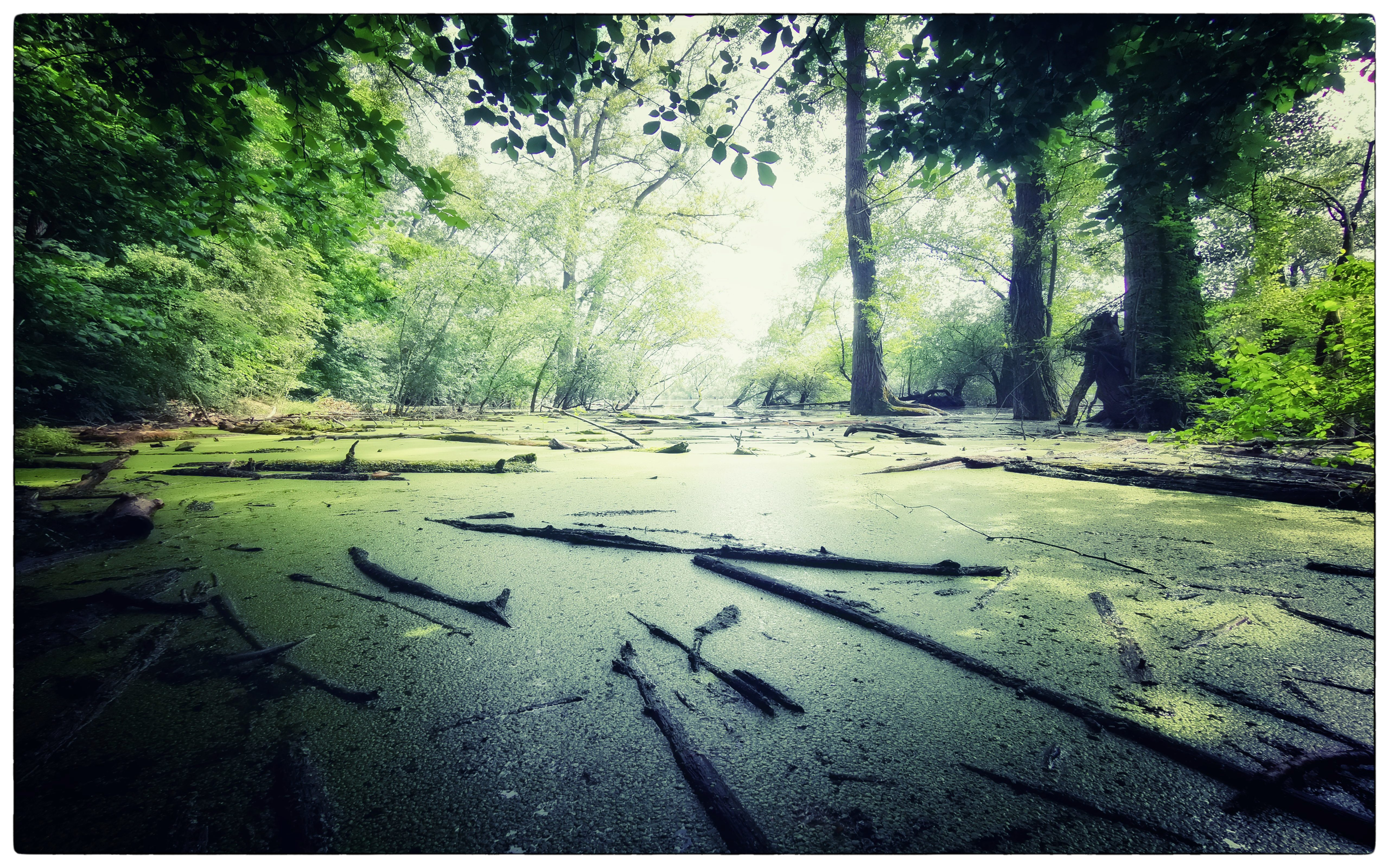
Paisagem Protegida 'Schmugglermeer' perto de Leimersheim, na Alemanha.

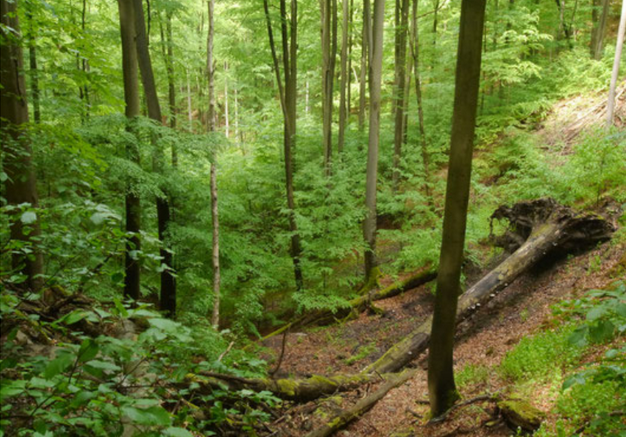
Floresta natural Knetzberge Böhlgrund

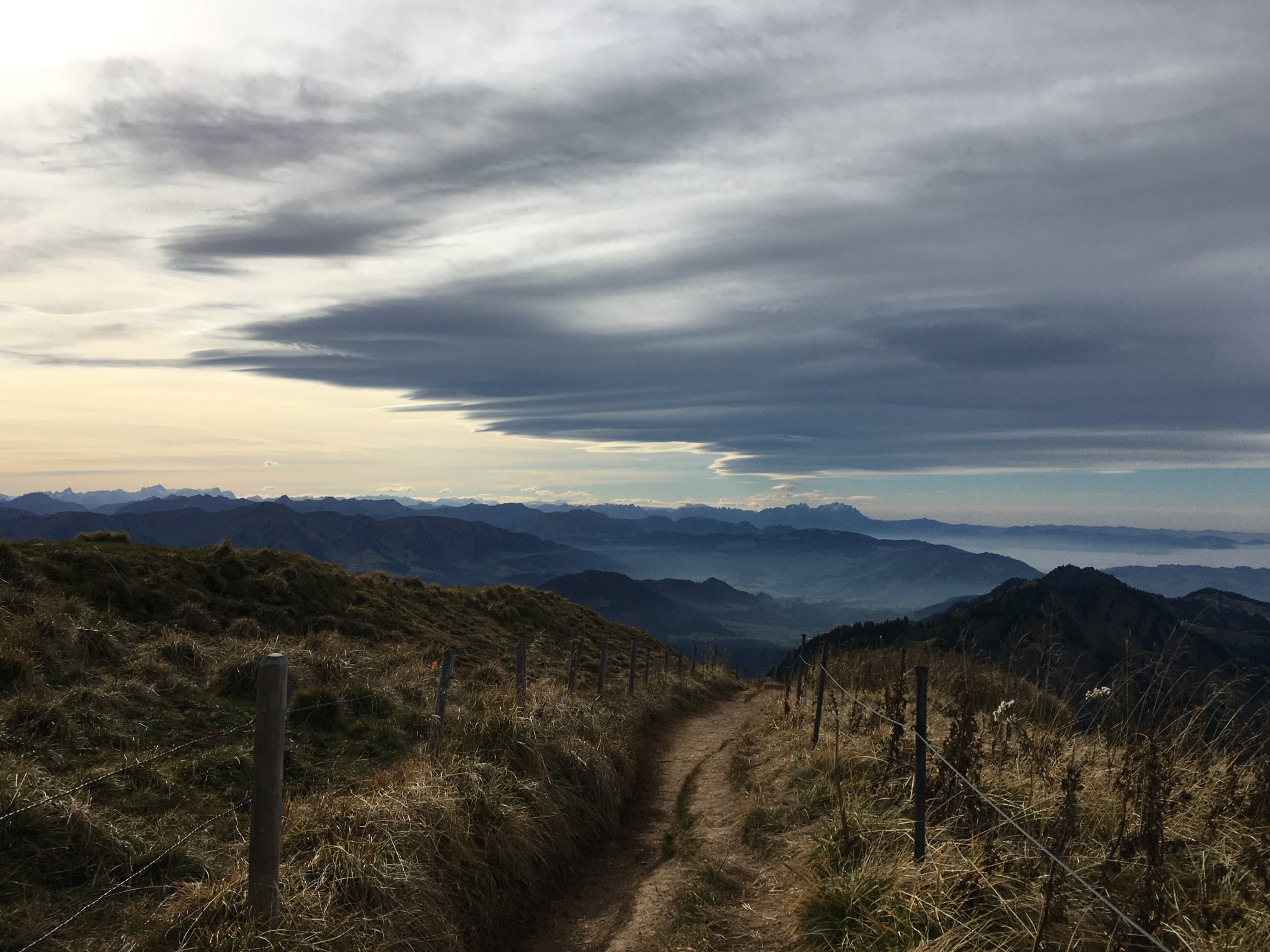
Vista do Parque Natural Nagelfluhkette do Hochgrat para a Floresta Bregenz.

A Vegetação da Alemanha é variada e influenciada por uma combinação de fatores geográficos, climáticos e históricos. Situada na Europa Central, a Alemanha possui uma diversidade de paisagens, que vão desde as planícies costeiras do norte até as montanhas e florestas exuberantes do sul. Essa diversidade resulta em uma ampla gama de ecossistemas e tipos de vegetação em todo o país.

## Clima e Geografia
O clima da Alemanha varia de temperado no norte para mais continental no sul, com algumas áreas alpinas apresentando características climáticas próprias. As condições climáticas desempenham um papel fundamental na determinação da vegetação em diferentes regiões do país. A costa do Mar do Norte e do Mar Báltico, por exemplo, experimenta um clima marítimo moderado, enquanto o sul da Alemanha é mais propenso a invernos rigorosos e verões quentes devido à sua localização mais distante do oceano e à influência dos Alpes.

## Regiões Vegetais
1. Florestas: As florestas ocupam uma parte significativa do território alemão, especialmente nas regiões central e sul do país. A mais famosa delas é a Floresta Negra (Schwarzwald), localizada no sudoeste, conhecida por suas densas florestas de pinheiros, abetos e faias. Outras áreas florestais notáveis incluem a Floresta da Turíngia (Thüringer Wald) e a Floresta da Baviera (Bayerischer Wald).
2. Planícies e Pradarias: As regiões de planície, principalmente no norte e no leste da Alemanha, são dominadas por campos agrícolas, pastagens e pradarias. Nese local, a vegetação natural foi amplamente substituída por terras cultivadas para uso agrícola, resultando em uma paisagem mais modificada pelo homem.
3. Regiões Alpinas: No sul da Alemanha, especialmente nas áreas alpinas da Baviera, a vegetação é caracterizada por florestas mistas de coníferas e folhosas, pastagens alpinas e matagais. Essas áreas são marcadas por uma grande biodiversidade devido à variedade de habitats que oferecem.
4. Zonas Costeiras: As regiões costeiras do Mar do Norte e do Mar Báltico são caracterizadas por dunas, pântanos e estuários. A vegetação costeira inclui uma variedade de plantas adaptadas às condições salinas e úmidas, como gramíneas marinhas, salgueiros e samambaias.

## Impacto Humano
A vegetação da Alemanha tem sido significativamente afetada pela atividade humana ao longo dos séculos. A expansão agrícola, o desmatamento para a construção de assentamentos humanos e a industrialização têm causado a perda e a fragmentação de habitats naturais, além da introdução de espécies invasoras e da poluição do ar e da água. No entanto, esforços de conservação e reflorestamento foram implementados para proteger e restaurar os ecossistemas naturais da Alemanha.

## Conservação e Proteção
A Alemanha possui uma série de áreas protegidas, incluindo parques nacionais, reservas naturais e áreas de conservação da natureza, que visam preservar a diversidade biológica e os ecossistemas naturais do país. Além disso, políticas ambientais rigorosas foram implementadas para reduzir as emissões de poluentes, promover o uso sustentável dos recursos naturais e proteger a biodiversidade.
A vegetação da Alemanha reflete a rica diversidade geográfica e ambiental do país, que abrange desde florestas exuberantes e planícies agrícolas até regiões alpinas e costeiras. Apesar dos desafios enfrentados pela atividade humana, a Alemanha está comprometida com a conservação e proteção de seus recursos naturais, garantindo um futuro sustentável para suas paisagens ecológicas únicas.